# گردهمایی برای بازگرداندن سلامت و/یا ترس
گردهمایی برای بازگرداندن سلامت و/یا ترس (به انگلیسی: Rally to Restore Sanity and/or Fear) نام کمپینی است که ۳۰ اکتبر ۲۰۱۰ در نشنال مال واشینگتن دی.سی سرگرفته شد. جان استوارت (مجری تلویزیونی) کسی بود که ابتدا دعوتی برای این گردهمایی انجام داد. حدود ۲۱۵٬۰۰۰ نفر، طبق عکس‌برداری هوایی و آنالیزهای سی‌بی‌اس نیوز، در این گردهمایی شرکت کردند.
هدف این گردهمایی «زنده نگهداشتن ترس» و دعوت به عقل‌گرایی در میان افراطگرایان در سیاست در ایالات متحده آمریکا عنوان شده‌بود.

## نگارخانه

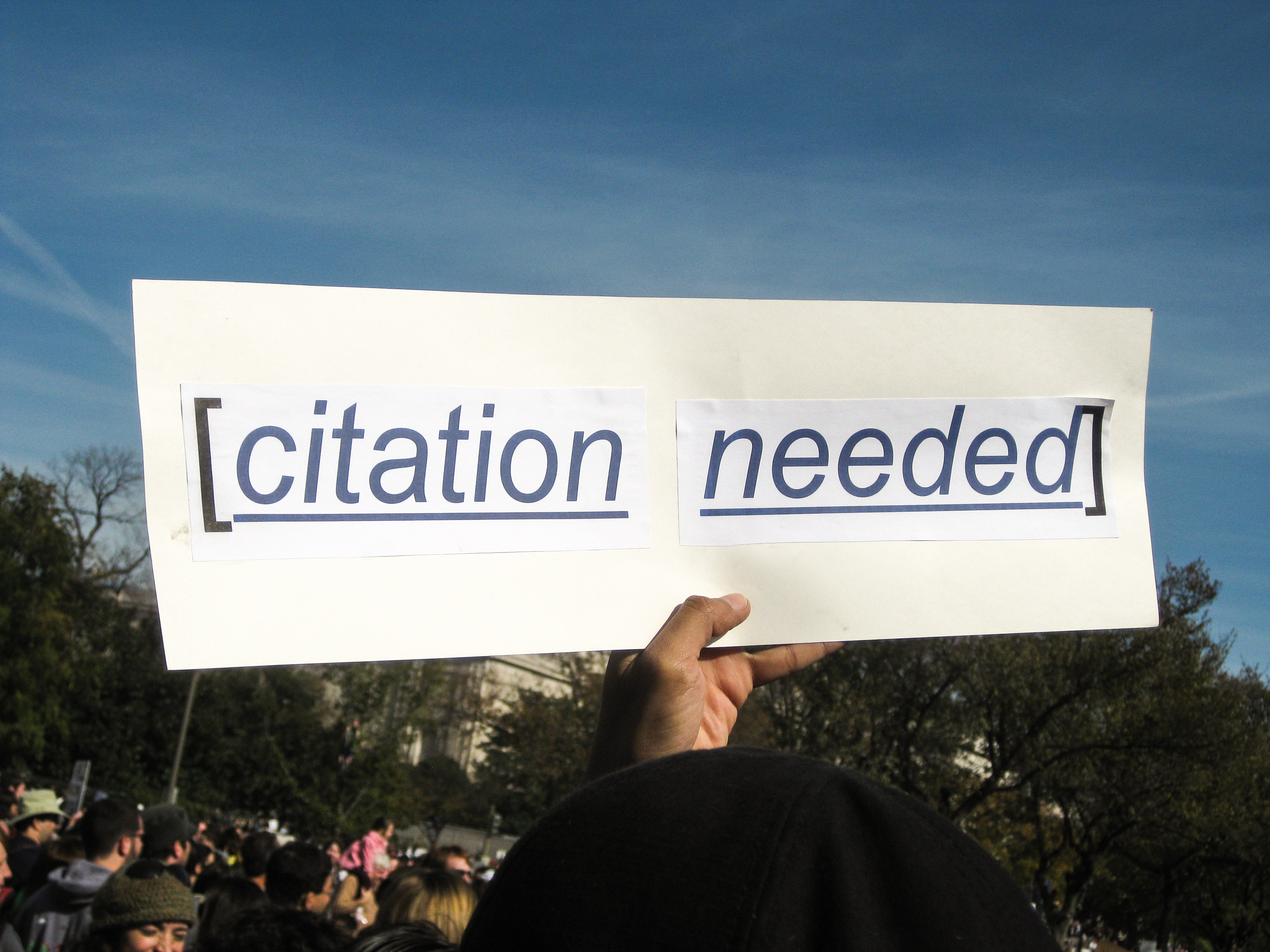
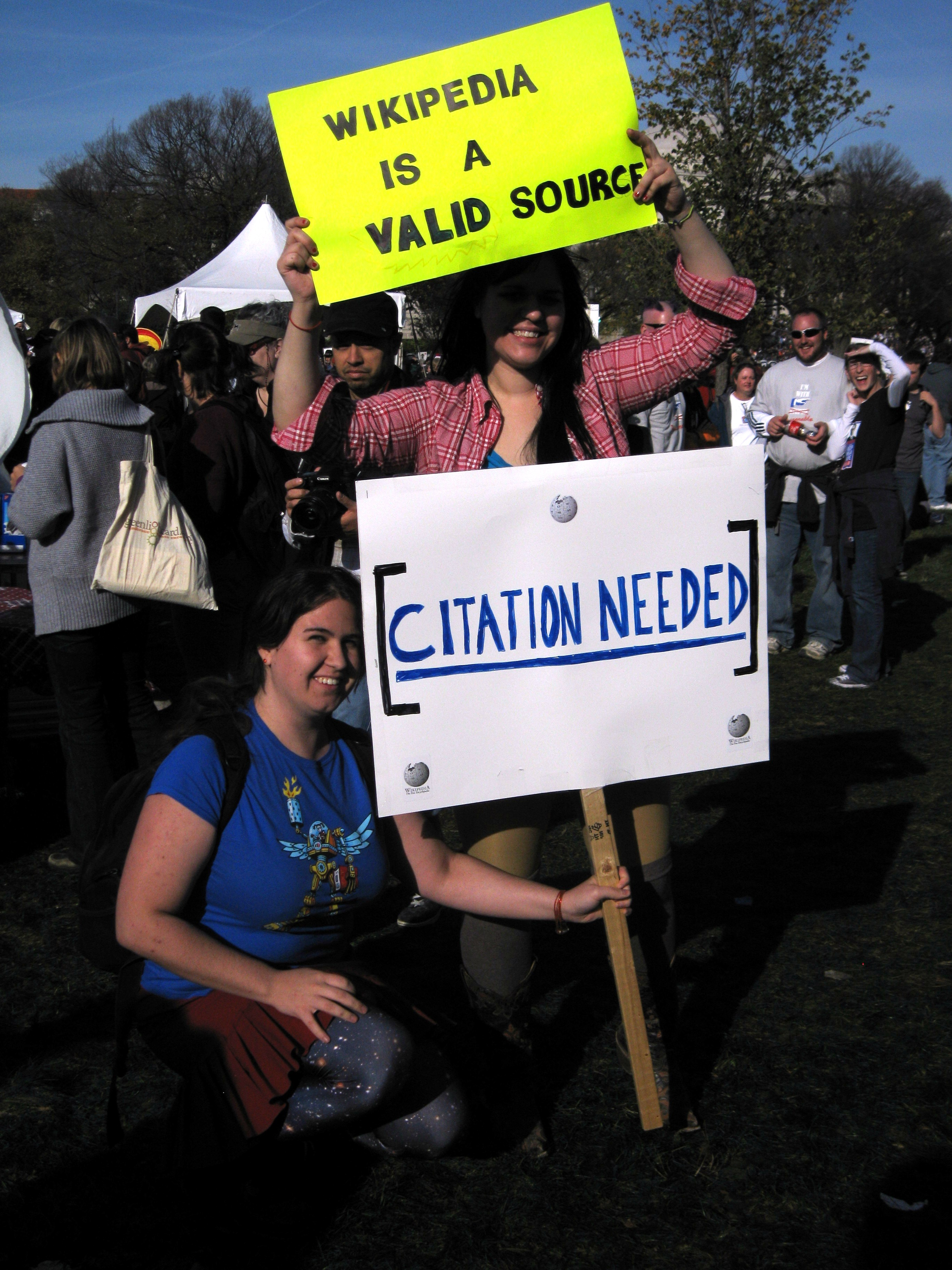
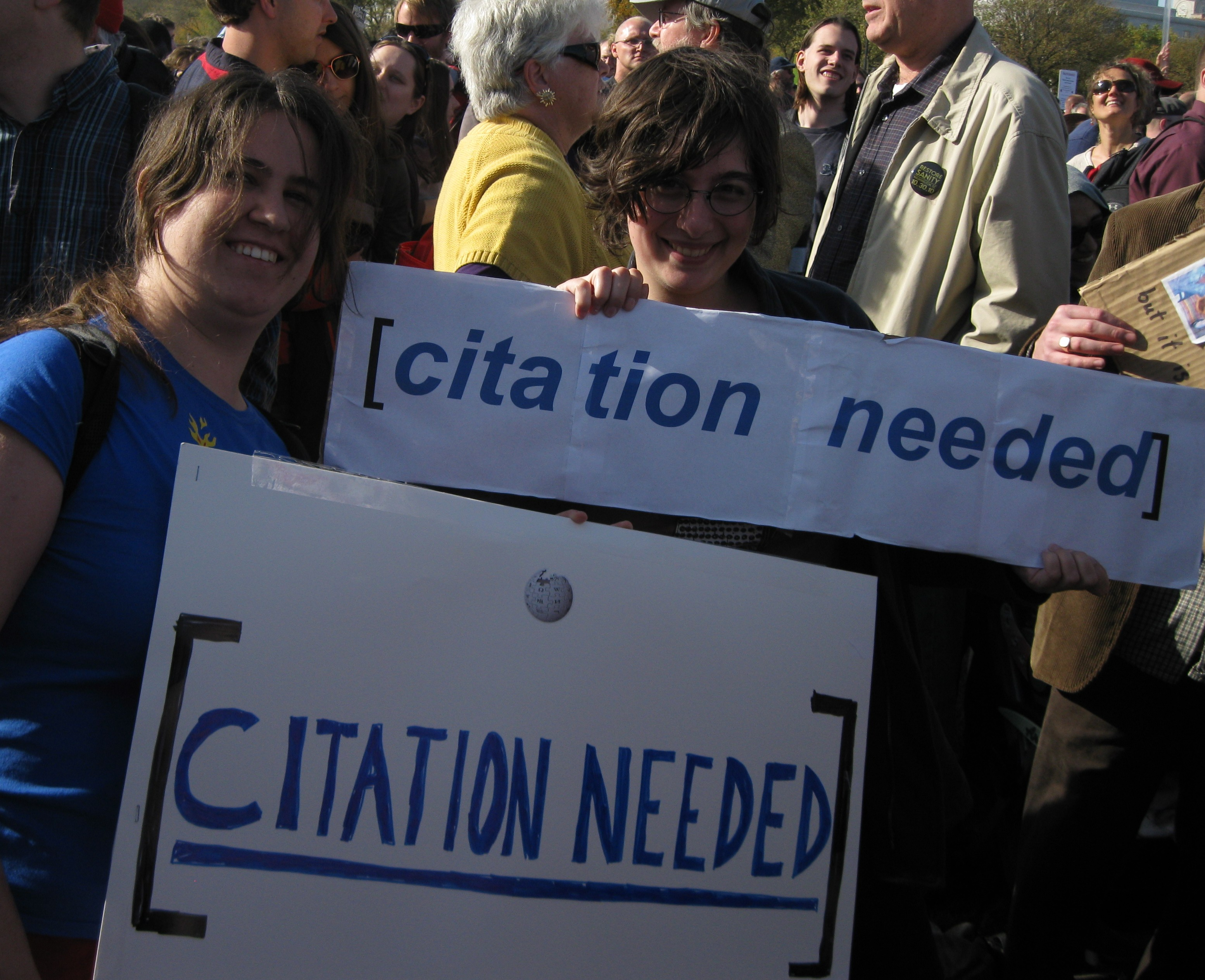